# Never Be the Same Again
„Never Be the Same Again” – popowa kompozycja stworzona na debiutancki album studyjny brytyjskiej piosenkarki Melanie C, Northern Star (1999). Wyprodukowany przez Rhetta Lawrence’a, marcem 2000 r. utwór wydany został jako trzeci singel promujący ową płytę. Singel ten został nagrany we współpracy z Lisą „Left Eye” Lopes, członkinią grupy TLC, i uznawany jest za jeden z największych przebojów Melanie C. Do kompozycji nagrano teledysk, na którym obie piosenkarki ćwiczą fragmenty pierwszej części formy taijiquan.

## Wydanie singla
Utwór ujrzał światło dzienne 20 marca 2000 roku i natychmiast zadebiutował na samym szczycie notowania UK Singles Chart, deklasując singel „Bag It Up” Geri Halliwell, który dotąd okupował 1. miejsce zestawienia. Była to wówczas pierwsza kompozycja Melanie C, która objęła miejsce szczytowe w Wielkiej Brytanii.
Na samych tylko Wyspach Brytyjskich sprzedano blisko 402 000 egzemplarze singla, co uplasowało go zresztą na miejscu osiemnastym listy muzycznych bestsellerów 2000 roku. Sukces utworu przykuł także uwagę nowych fanów Melanie C do jej debiutanckiej płyty Northern Star. W Europie sprzedaż singla wyniosła półtora miliona, z czego dziewięćset tysięcy egzemplarzy wyprzedano w Niemczech.
Organizacja British Phonographic Industry (BPI) przyznała singlowi certyfikat złota.

## Listy utworów i formaty singla
UK CD1 / Australian CD
1. „Never Be the Same Again (Single Edit)” − 4:13
2. „I Wonder What It Would Be Like” − 3:40
3. „Never Be the Same Again (Lisa Lopes Remix)” − 4:01
4. „Never Be the Same Again” (teledysk)

UK CD2
1. „Never Be the Same Again” − 4:52
2. „Closer (Live)” − 3:32
3. „Goin' Down (Live)” − 3:35

US Promo CD-R 3
1. „Never Be the Same Again (Kung Pow Club Mix)” − 9:34
2. „Never Be the Same Again (Kung Pow Radio Edit)” − 4:11
3. „Never Be the Same Again (Plasmic Honey Club Mix)” − 8:41
4. „Never Be the Same Again (Single Edit)” − 4:16

UK Promo CD
1. „Never Be the Same Again (Single Edit)” − 4:13
2. „Never Be the Same Again (Album Edit)” − 3:58

UK Cassette
1. „Never Be the Same Again (Single Edit)” − 4:13
2. „I Wonder What It Would Be Like” − 3:40
3. „Never Be the Same Again (Lisa Lopes Remix)” − 4:01

## Pozycje na listach przebojów
| Notowania z 2000 r.              | Najwyższa pozycja |
| -------------------------------- | ----------------- |
| Australia Singles Chart          | 2                 |
| Austria Singles Chart            | 3                 |
| Belgian (Flanders) Singles Chart | 4                 |
| Belgian (Wallonia) Singles Chart | 9                 |
| Dutch Top 40                     | 1                 |
| Finland Singles Chart            | 8                 |
| French Singles Chart             | 16                |
| Greek Singles Chart              | 1                 |
| Italian Singles Chart            | 6                 |
| New Zealand Singles Chart        | 1                 |
| Norway Singles Chart             | 1                 |
| Sweden Singles Chart             | 1                 |
| Switzerland Singles Chart        | 3                 |
| UK Singles Chart                 | 1                 |

| Podsumowanie roku 2000            | Pozycja | Tygodnie na liście |
| --------------------------------- | ------- | ------------------ |
| New Zealand RIANZ Singles Chart   | 2       | 27                 |
| Swiss Media Control Singles Chart | 8       | 29                 |